# Non fa paura
Non fa paura è l'undicesimo album della Bandabardò in collaborazione con Cisco, pubblicato dalla On the road, primo album della loro storia senza Erriquez, morto prematuramente il 14 febbraio 2021.
È stato pubblicato il 20 maggio 2022 con una serie di concerti alle librerie LaFeltrinelli e un'anticipazione al Concerto del Primo Maggio con il singolo In Patagonia. Nel 2024 è stato ripubblicato l'album con i due singoli Domenica, assieme agli Extraliscio, e Che la festa cominci, pubblicati entrambi il 1 maggio 2024.

## Antefatti
Dopo l'annuncio della collaborazione tra la Bandabardò e Cisco per un grande Tour di concerti in tutta Italia, il gruppo decise di non limitarsi al tour, ma di creare un qualcosa di nuovo, un qualcosa che rappresentasse un nuovo inizio senza, a detta dello stesso Finaz, cercare di scimmiottare la Bandabardò con Erriquez.
Da lì decidono di realizzare un singolo, ispirati dopo due anni di pandemia e sette anni dall'ultimo album di inediti L'improbabile, da quel singolo si decise di ripartire e cominciarono a crearne altri fino ad un totale di 7 canzoni inedite, tutti i testi sono stati scritti da Cisco, mentre le musiche sono state fatte da Finaz e dalla Bandabardò.
I restanti singoli sono rivisitazioni delle canzoni Manifesto, un tributo a 30 anni di carriera e un ringraziamento speciale a Erriquez, Onda Granda, una canzone di Cisco rivisitata dalla Bandabardò, e per finire Una gita sul Po, una cover della famosa canzone di Gerardo Carmine Gargiulo.
Inizialmente l'album doveva semplicemente chiamarsi Bandabardò e Cisco, ma poi si decise di chiamare l'album Non fa paura proprio perché l'omonima canzone chiude il cerchio della banda con Erriquez ma rappresenta anche un nuovo inizio a detta di Finaz.

## Descrizione
L'album è stato registrato al bunker Studio di Rubiera da Gabriele Riccioni, per poi essere Mixato al Moma Recording da Tiziano Borghi e Paolo Baglioni, prodotto da Finaz, Nuto e Cantax.
Come componenti troviamo la Bandabardò e Cisco, insieme con nuovi brani e stili tendenti al rock, folk, punk, country e un pop leggero in Come accendini accesi che apre il tutto.
La copertina di Non fa paura è stata un'idea di Cisco, il robottino di latta vintage voleva infatti rappresentare con questa collaborazione e questo disco quella che era la musica degli anni '80/'90, non si parla solo di genere ma anche di lavoro artistico e di come i metodi siano cambiati rispetto ai tempi attuali.
Dal disco è stato estratto il singolo In Patagonia, suonato dal vivo al Concerto del Primo Maggio 2022 (presentati da Rancore) per poi essere pubblicato il 20 maggio 2022 con il videoclip ufficiale.

## Tracce
1. Come accendini accesi
2. In Patagonia
3. Gilles
4. Un maglione di lana irlandese
5. Una gita sul Po
6. Onda grande
7. Pioggia e sole
8. Sono un eroe
9. Manifesto
10. Non fa paura

Seconda edizione
1. Domenica (feat. Extraliscio)
2. Che la festa cominci
3. Come accendini accesi
4. In Patagonia
5. Gilles
6. Un maglione di lana irlandese
7. Una gita sul Po
8. Onda grande
9. Pioggia e sole
10. Sono un eroe
11. Manifesto
12. Non fa paura

## Formazione

### Gruppo
- Cisco - voce, chitarra
- Finaz - chitarra solista, cori, produzione
- Donbachi - basso, contrabbasso
- Orla - chitarra
- Pacio - piano, organo, tastiere
- Nuto - batteria, produzione
- Ramon - percussioni, tromba

### Produzione
- Cantax - suoni, produzione
- Kaba - armonica su Un maglione di lana irlandese
- Paolo Baglioni - missaggio, cori in Gilles
- Tiziano Borghi - missaggio, tastiere su Come accendini accesi e Manifesto, cello su Manifesto, piano elettrico su Onda grande
- Giovanni Versari - mastering
- Marco Benati - autore (insieme a Finaz e Cisco) di Come accendini accesi, In Patagonia, Pioggia e sole, Un maglione di lana irlandese
- Giovanni Rubbiani - autore (insieme a Finaz e Cisco) di Non fa paura, Sono un eroe
- Daniele Grillo - autore (insieme a Finaz e Cisco) di Gilles

### Copertina
- Gianluca Giannone - grafica e foto